# Katuku Tshimanga
Derrick Katuku Tshimanga (ur. 6 listopada 1988 w Kinszasie) – belgijski piłkarz pochodzenia kongijskiego występujący na pozycji obrońcy. Zawodnik klubu Waasland-Beveren.

## Kariera klubowa
Tshimanga jako junior grał w zespołach Valaarhof VK, KFCO Wilrijk, KFC Duffel oraz KSC Lokeren, do którego trafił w 2005 roku. W 2008 roku został włączony do jego pierwszej drużyny, grającej w Eerste klasse. W lidze tej zadebiutował 20 grudnia 2008 roku w zremisowanym 2:2 pojedynku z KV Mechelen. 14 sierpnia 2010 roku w zremisowanym 3:3 spotkaniu ze Standardem Liège strzelił pierwszego gola w Eerste klasse. W barwach Lokeren rozegrał łącznie 41 spotkań i zdobył 4 bramki.
Na początku 2012 roku Tshimanga odszedł do KRC Genk, także grającego w Eerste klasse. Pierwszy ligowy mecz zaliczył tam 15 stycznia 2012 roku przeciwko SV Zulte Waregem (1:1).
W 2016 roku Tshimanga przeszedł do Willem II Tilburg, a w 2017 do OH Leuven. W 2021 przeszedł do Waasland-Beveren.

## Kariera reprezentacyjna
W reprezentacji Belgii Tshimanga zadebiutował 10 sierpnia 2011 roku w zremisowanym 0:0 towarzyskim meczu ze Słowenią.